# André Pieters
André Pieters (* 10. September 1922 in Lendelede; † 22. Januar 2001 in Izegem) war ein belgischer Radrennfahrer und nationaler Meister im Radsport.

## Sportliche Laufbahn
Pieters war im Straßenradsport aktiv. 1941 siegte er in der belgischen Straßenmeisterschaft der Junioren. Von 1945 bis 1958 war er Unabhängiger und Berufsfahrer. Er war in einer Reihe von Kriterien, Rundstreckenrennen und Eintagesrennen erfolgreich. 1945 gewann er A travers Paris, 1946 den Omloop Het Volk vor Marcel Rijckaert, 1947 Kuurne–Brüssel–Kuurne vor André Rosseel. 1948, 1949 und 1952 siegte er bei Brüssel–Izegem, 1949 im Omloop van het Houtland, 1950 im Scheldeprijs.
Zweiter wurde Pieters 1945 im Kampioenschap van Vlaanderen hinter Sylvain Grysolle, 1946 und 1952 im Nokere Koerse, 1948 und 1953 bei Kuurne–Brüssel–Kuurne.